# Słowaczyzna
     Czesi, Morawianie i Słowacy

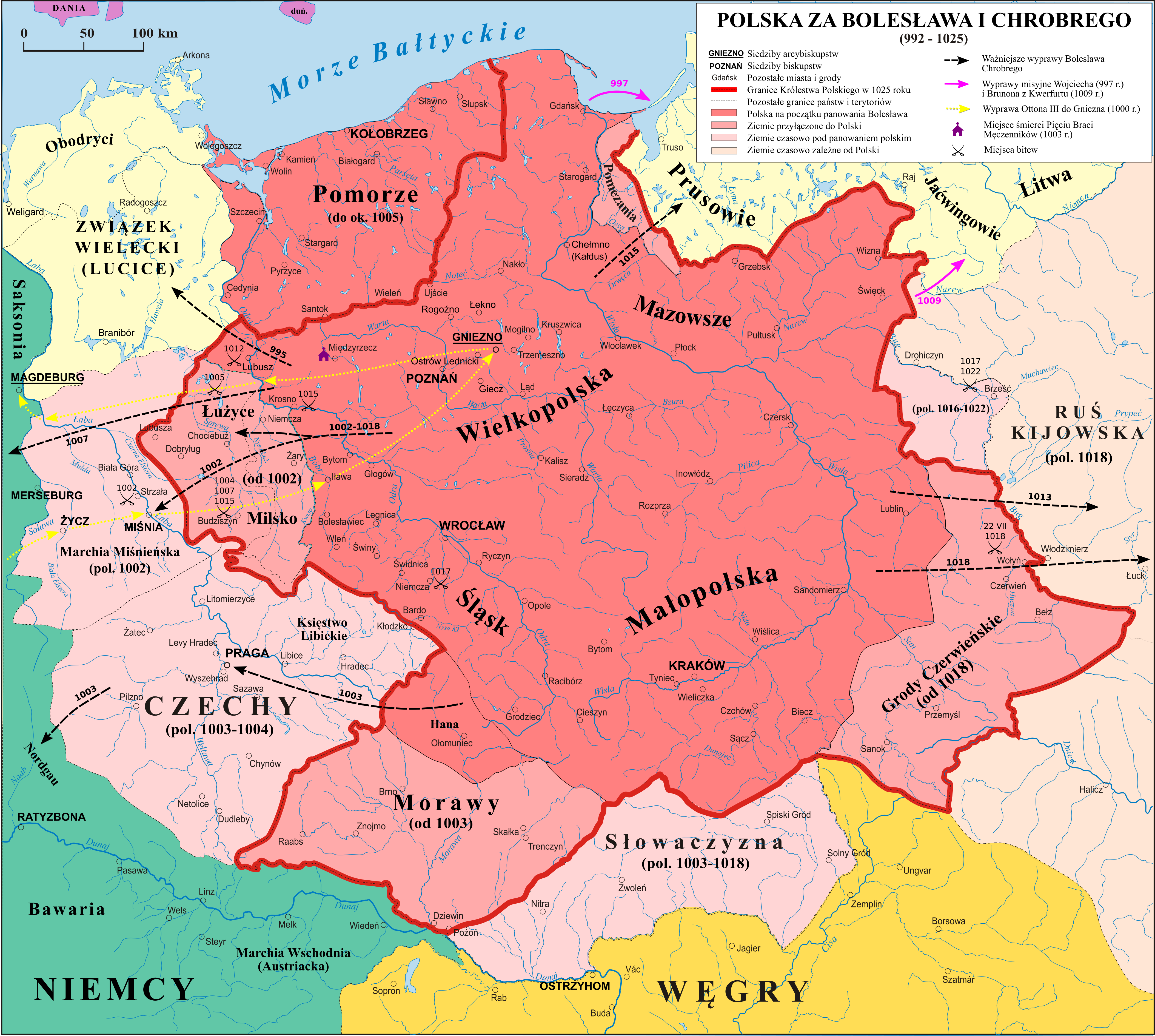
Słowaczyzna jako część wczesnopiastowskiej Polski za rządów Bolesława I Chrobrego (992–1025).

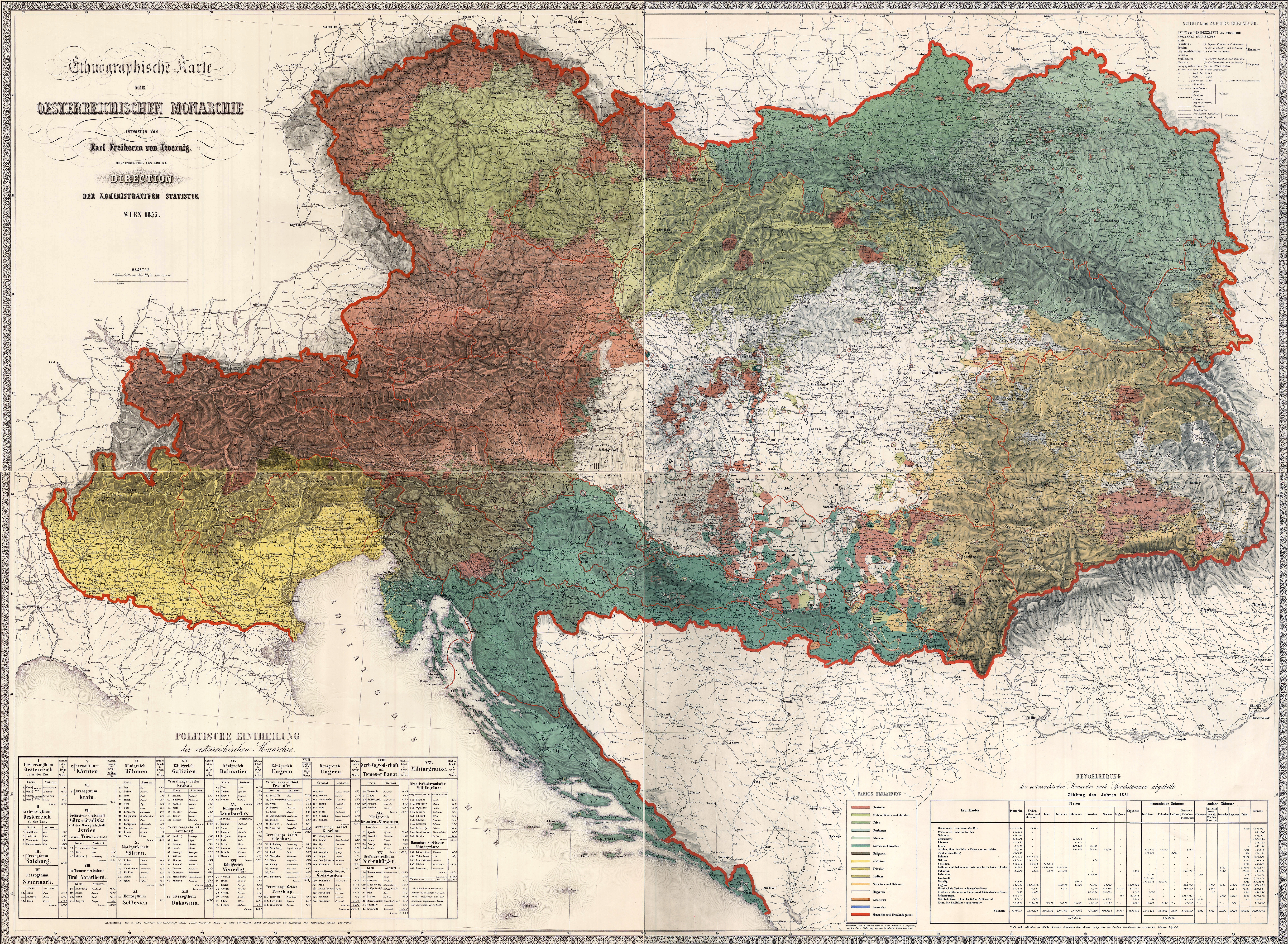
Mapa etnograficzna Cesarstwa Austrii, 1855:
Czesi, Morawianie i Słowacy

Słowaczyzna lub Ziemia słowacka (słow. Slovenská zem, Slovensko; węg. Tótország) – region historyczno-etnograficzny w środkowej Europie, położony mniej więcej na terenie dzisiejszego państwa słowackiego. Zamieszkiwany przez ludność słowacką.
W latach 1003–1025/1031 ziemie te wchodziły w skład Księstwa/Królestwa Polskiego, po przyłączeniu przez Bolesława Chrobrego. Kronika polsko-węgierska opisywała, że: „Granice Polaków rozciągały się bowiem aż do brzegu Dunaju, do miasta Ostrzyhomia, potem wiodły do miasta Egeru, a dalej kierując się ku rzece, która zwie się Ciepłą (Topľa) aż do grodu Salis, i tam kończyły się granice między Węgrami, Rusinami i Polakami” .

## Historia
Pierwszym znanym słowiańskim tworem państwowym na terytorium Słowacji było Państwo Samona w VII wieku. W VIII wieku na tych terenach powstało Księstwo nitrzańskie. W 833 roku władca Nitry Pribina został wypędzony przez Mojmira I i odtąd aż do 906 roku obszar ten wraz z Czechami i Morawami tworzył państwo wielkomorawskie. W tym też okresie rozpoczęła się chrystianizacja. W państwie tym działali m.in. św. Cyryl i Metody. Około 880 roku powstała tu Diecezja nitrzańska. Był to, oprócz XX wieku, jedyny okres w historii kraju, gdy był on związany politycznie z Czechami. Po upadku państwa wielkomorawskiego księstwo nitrzańskie stało się częścią Węgier i było apanażem członków dynastii Arpadów. 
W latach 1003–1018 i chwilowo w 1031 roku tereny Słowacji należały do władców Polski, po czym około 1031 roku zostały podbite przez Królestwo św. Stefana. Od tego czasu ziemie słowackie stanowiły integralną część Królestwa Węgier, tworząc jego północne komitaty (tzw. Górne Węgry – węg. Felvidék). Północ kraju zamieszkana była przez ludność pochodzenia słowiańskiego, południe zaś stanowiło obszar intensywnej kolonizacji szlachty węgierskiej. Od XVII wieku na tych terenach osiedliło się wielu Niemców (tzw. Ostsiedlung)  .
W 1526 roku, wraz z przejściem Węgier we władanie dynastii Habsburgów, Słowaczyzna stała się częścią monarchii habsburskiej. Pod koniec XVIII w. w środowisku nielicznej inteligencji zaczęła się kształtować słowacka świadomość narodowa za sprawą działalności Ľudovíta Štúra i zainspirowanych przez niego szturowców. W czasie Wiosny Ludów doszło do zderzenia powstania słowackiego z rewolucją węgierską. Na wiecu w Liptovským Svätým Mikulášu (maj 1848) słowaccy działacze uchwalili swoje postulaty narodowe. Sprzeciw Węgrów spowodował, że politycy słowaccy dochowali wierności Habsburgom. Jednakże cesarz Franciszek Józef I nie zgodził się na autonomię Słowacji. Ugoda austriacko-węgierska z 1867 pozwoliła Węgrom wzmóc urzędową madziaryzację. Dochodziło do krwawych zajść (masakra demonstracji w Černovej). W obliczu tego nasiliły się wśród Słowaków idee wspólnego bytu czesko-słowackiego. W czasie I wojny światowej czeskie i słowackie środowiska emigracyjne w USA opowiedziały się za utworzeniem wspólnego państwa. 28 październiku 1918 w czasie rozpadu Austro-Węgier, Czesi proklamowali w Pradze powstanie państwa czechosłowackiego. Dwa dni później słowaccy delegaci zadeklarowali jedność z narodem czeskim w deklaracji martińskiej.
Wkrótce po układzie monachijskim i rozpadzie Czechosłowacji, 14 marca 1939 roku sejm słowacki proklamował powstanie Pierwszego Państwa Słowackiego, formalnie niepodległego, w praktyce będące protektoratem III Rzeszy Niemieckiej.